# Tour de Corse 1980
Il Tour de Corse 1980, valevole come Rally di Francia 1980, è stata la 10ª tappa del mondiale rally 1980. Il rally è stato disputato da 24 al 25 ottobre in Corsica.
Il francese Jean-Luc Thérier si aggiudica la manifestazione distaccando sul podio Walter Röhrl e Alain Coppier.

## Dati della prova
| Rally di Francia 1980               | Rally di Francia 1980                     |
| ----------------------------------- | ----------------------------------------- |
| Denominazione ufficiale             | Tour de Corse - Rallye de France          |
| Tappa N°                            | 10 di 12                                  |
| Edizione N°                         | 24                                        |
| Data manifestazione                 | da venerdì 24/10/1980 a sabato 25/10/1980 |
| Paese ospitante                     | Corsica                                   |
| Superficie                          | Asfalto                                   |
| Piloti iscritti                     | 133                                       |
| Partiti                             | 122                                       |
| Arrivati                            | 16 (13,1 % )                              |
| Prove                               | 18                                        |
| La più breve                        | 9,90 km (PS1 Verghia - Coti Chiavari)     |
| La più lunga                        | 114,20 km (PS6 Santa Maria - Abbazia)     |
| Velocità media minore               | 64,80 km/h (PS15 Palneca - Ghisoni)       |
| Velocità media maggiore             | 84,80 km/h (PS7 Kamiesh - Zonza)          |
| Lunghezza complessiva tappe         | 1,128,10 km (70,4% della distanza totale) |
| Lunghezza complessiva trasferimento | 475,00 km                                 |
| Distanza totale                     | 1,603.10 km                               |

## Risultati

### Classifica
| 24º Tour de Corse - Rallye de France 1980 | 24º Tour de Corse - Rallye de France 1980 | 24º Tour de Corse - Rallye de France 1980 | 24º Tour de Corse - Rallye de France 1980 | 24º Tour de Corse - Rallye de France 1980 | 24º Tour de Corse - Rallye de France 1980 | 24º Tour de Corse - Rallye de France 1980 | 24º Tour de Corse - Rallye de France 1980 |
| Classifica generale                       | Classifica generale                       | Classifica generale                       | Classifica generale                       | Classifica generale                       | Classifica generale                       | Classifica generale                       | Classifica generale                       |
| Pos                                       | Pilota                                    | Co-pilota                                 | Auto                                      | Tempo                                     | Distacco                                  | Punti                                     |                                           |
| ----------------------------------------- | ----------------------------------------- | ----------------------------------------- | ----------------------------------------- | ----------------------------------------- | ----------------------------------------- | ----------------------------------------- | ----------------------------------------- |
| 1°                                        | Jean-Luc Thérier                          | Michel Vial                               | Porsche 911 SC                            | 14: 51: 43.0                              | 0.0                                       | 20                                        |                                           |
| 2°                                        | Walter Röhrl                              | Christian Geistdörfer                     | Fiat 131 Abarth Rally                     | 15: 02: 06.0                              | + 10: 23.0                                | 15                                        |                                           |
| 3°                                        | Alain Coppier                             | Josépha Laloz                             | Porsche 911 SC                            | 15: 17: 21.0                              | + 25: 38.0                                | 12                                        |                                           |
| 4°                                        | Bruno Saby                                | Tilber                                    | Renault 5 Turbo                           | 15: 21: 25.0                              | + 29: 42.0                                | 10                                        |                                           |
| 5°                                        | Michèle Mouton                            | Annie Arrii                               | Fiat 131 Abarth Rally                     | 15: 23: 57.0                              | + 32: 14.0                                | 8                                         |                                           |
| 6°                                        | Andy Dawson                               | Kevin Gormley                             | Datsun 160J                               | 15: 54: 57.0                              | + 1: 03: 14.0                             | 6                                         |                                           |
| 7°                                        | Christian Gardavot                        | Christian Audibert                        | Porsche 911 SC                            | 16: 26: 37.0                              | + 1: 34: 54.0                             | 4                                         |                                           |
| 8°                                        | Paul Rouby                                | Alain Garçon                              | Renault 5 Alpine                          | 16: 33: 02.0                              | + 1: 41: 19.0                             | 3                                         |                                           |
| 9°                                        | Jean-Félix Farrucci                       | Albert Gori                               | Opel Kadett GT/E                          | 16: 43: 11.0                              | + 1: 51: 28.0                             | 2                                         |                                           |
| 10°                                       | Jean Bagarry                              | Alain Bonne                               | Porsche 911                               | 16: 49: 31.0                              | + 1: 57: 48.0                             | 1                                         |                                           |

### Prove speciali
| Giorno                  | Prova | Nome                         | Lunghezza | Vincitore        | Tempo       | V. media   | Leader del rally    |
| ----------------------- | ----- | ---------------------------- | --------- | ---------------- | ----------- | ---------- | ------------------- |
| Frazione 1 (24 ottobre) | PS1   | Verghia - Coti Chiavari      | 9,90 km   | Jean Ragnotti    | 7: 46.0     | 76.48 km/h | Jean Ragnotti       |
| Frazione 1 (24 ottobre) | PS2   | Acqua d'Oria - Bicchisano    | 69,10 km  | Jean Ragnotti    | 50: 35.0    | 81.96 km/h | Jean Ragnotti       |
| Frazione 1 (24 ottobre) | PS3   | Arghia - Forciolo            | 13,70 km  | Bernard Darniche | 11: 06.0    | 74.05 km/h | Jean Ragnotti       |
| Frazione 1 (24 ottobre) | PS4   | Maison Colonna               | 39,40 km  | Jean Ragnotti    | 30: 29.0    | 77.75 km/h | Jean Ragnotti       |
| Frazione 1 (24 ottobre) | PS5   | Liamone - Suaricchio         | 83,70 km  | Bernard Darniche | 1: 07: 11.0 | 74.75 km/h | Jean-Claude Andruet |
| Frazione 1 (24 ottobre) | PS6   | Santa Maria - Abbazia        | 114,20 km | Jean Ragnotti    | 1: 25: 17.0 | 80.34 km/h | Jean-Claude Andruet |
| Frazione 1 (24 ottobre) | PS7   | Kamiesh - Zonza              | 38,30 km  | Jean Ragnotti    | 27: 06.0    | 84.80 km/h | Jean-Claude Andruet |
| Frazione 1 (24 ottobre) | PS8   | Aullene                      | 81,80 km  | Jean Ragnotti    | 59: 53.0    | 81.96 km/h | Jean Ragnotti       |
| Frazione 1 (24 ottobre) | PS9   | Muracciole - Pont St Laurent | 84,20 km  | Jean-Luc Thérier | 1: 00: 04.0 | 84.11 km/h | Jean Ragnotti       |
| Frazione 1 (24 ottobre) | PS10  | Ponte Rosso - Borgo          | 42,60 km  | Jean-Luc Thérier | 33: 45.0    | 75.73 km/h | Jean Ragnotti       |
|                         |       |                              |           |                  |             |            | Jean Ragnotti       |
| Frazione 2 (25 ottobre) | PS11  | Barchetta - Ponte Nuovo      | 80,10 km  | Jean Ragnotti    | 1: 06: 55.0 | 71.82 km/h | Jean Ragnotti       |
| Frazione 2 (25 ottobre) | PS12  | Moltifao - Montegrosso       | 78,80 km  | Jean Ragnotti    | 56: 05.0    | 84.30 km/h | Jean Ragnotti       |
| Frazione 2 (25 ottobre) | PS13  | Calvi - Marignana            | 95,30 km  | Jean Ragnotti    | 1: 13: 52.0 | 77.41 km/h | Jean Ragnotti       |
| Frazione 2 (25 ottobre) | PS14  | St Roch - Suariccio          | 78,40 km  | Bruno Saby       | 1: 08: 05.0 | 69.09 km/h | Jean-Luc Thérier    |
| Frazione 2 (25 ottobre) | PS15  | Palneca - Ghisoni            | 34,90 km  | Walter Röhrl     | 32: 19.0    | 64.80 km/h | Jean-Luc Thérier    |
| Frazione 2 (25 ottobre) | PS16  | Kamiesh - Zonza              | 38,30 km  | Walter Röhrl     | 31: 53.0    | 72.08 km/h | Jean-Luc Thérier    |
| Frazione 2 (25 ottobre) | PS17  | Quenza - Santa Giulia        | 86,50 km  | Alain Coppier    | 1: 04: 27.0 | 80.53 km/h | Jean-Luc Thérier    |
| Frazione 2 (25 ottobre) | PS18  | Calvese - Agosta             | 58,80 km  | Alain Coppier    | 45: 11.0    | 78.08 km/h | Jean-Luc Thérier    |